# Grupo Manía
Grupo Manía (a veces deletreado Grupomanía o GrupoManía) es una agrupación musical de merengue oriunda de Puerto Rico.

## Historia
Grupo Manía lanzó su álbum debut en 1993. El grupo estaba formado por los hermanos Héctor y Oscar Serrano junto con Edwin Serrano y Alfred Cotto a principios de la década de 1990. En 1994, Edwin Serrano fue reemplazado por Elvis Crespo antes de lanzar sus álbumes más exitosos. 
En 1997, Crespo decidió abandonar el grupo y seguir una carrera en solitario. Fue reemplazado en 1998 por Reynaldo Santiago, quien había cantado previamente con Zona Roja, otra banda popular de merengue en ese momento. La banda ha alcanzado el estatus de oro con algunos de sus álbumes y son considerados uno de los mejores del género. 
Al comienzo del milenio, la banda enfrentó cierta controversia cuando Héctor Serrano, el director del grupo, despidió a Cotto y Santiago por supuestos problemas de disciplina. Cotto y Santiago continuarían formando Grupo Starz, mientras Serrano los reemplazó con Alex Rivera y Juan Luis Guzmán.
A pesar de nunca tener la misma cantidad de éxito que años anteriores, la banda continuó tocando y grabando álbumes. Sin embargo, en 2006, Serrano anunció que el grupo iría a una gira de reunión titulada "The Originals" con los exmiembros, Elvis Crespo y Alfred Cotto. Después de tres años de inactividad, Grupo Manía lanzó "15 Años de Corazón" a fines de 2008. 
El grupo continuó lanzando álbumes nuevos y compilados, que incluyen: "Se Pegó La Manía" (2009), un álbum grabado en vivo "Lo Que Le Gusta A Mi Gente" (2011) y el álbum de la colección del 20 aniversario de la banda "Poderoso" (2013). Este último fue el último álbum en incluir actuaciones de los exmiembros Oscar Serrano y Alfred Cotto. 
En 2015, Oscar Serrano anunció que dejaría el grupo para seguir una carrera en solitario. La decisión causó mucha controversia, ya que Serrano había estado con el grupo desde su comienzo en 1992, y había sido considerado el "corazón y el alma" de Grupo Mania.
Grupo Mania lanzó el sencillo "Te Vi", que solo presentaba a Banchy Serrano y Alfred Cotto como los únicos dos miembros restantes del grupo. El sencillo recibió buenas críticas, ya que muchos fanáticos pensaron que la banda parece estar volviendo a lo que habían hecho antes, lo que los hizo exitosos. Más tarde, Cotto, otro miembro original (que había dejado el grupo años antes y regresó más tarde), anunció que también dejaría el grupo para seguir una carrera en solitario. Cotto declaró que su decisión de abandonar el grupo se basó en acuerdos que el propietario del grupo, Banchy Serrano, no cumplió.
Como líder del grupo, Banchy Serrano continuó reclutando talento para el Grupo Mania. En 2016, los nuevos miembros Rubiel Omar Barroso, Daniel Serrano (hermano de Banchy) y Jhonny Vélez se convirtieron en las nuevas voces de Grupo Mania junto a Banchy. El grupo lanzó los sencillos "Nena" y "Escápate" junto al exmiembro Elvis Crespo como una forma de promover la nueva era del grupo. Más tarde, en noviembre, la banda lanzó su 15º álbum de estudio La Marca, que incluía los sencillos "Otro Loco", "Te Vi" (una versión diferente de la original que presentaba Alfred Cotto) y "Escápate". El álbum también presentó la primera vez que ni Oscar Serrano ni Alfred Cotto aparecieron en un álbum de estudio de Grupo Manía.
El 4 de enero de 2018, el exmiembro Jhonny Vélez anunció en su página de Facebook que había sido despedido de la banda. Vélez declaró que recibió una llamada telefónica del gerente del grupo, Alexis Vázquez, y del propio propietario del grupo, Banchy Serrano, indicándole que ya no necesitarán sus servicios profesionales. Vélez también declaró que "aún no sabe la razón" de su despido y que siempre dio el 200% de su esfuerzo, al tiempo que agradeció a Grupo Manía por darle la oportunidad de pertenecer a su grupo y a los fanáticos por todo el amor. mostrado. 
Más tarde, en enero de 2018, Grupo Manía anunció la llegada del nuevo miembro, Emanuelle Vizcarrondo, para completar el grupo de cuatro hombres después del despido de Jhonny Vélez. Vizcarrondo ha sido parte de exitosos grupos de merengue como Los Sabrosos del Merengue y Grupo Mambo. 
La banda estaba lista para lanzar su 16o álbum de estudio Los Conquistadores el 29 de noviembre de 2019. Sin embargo, por razones desconocidas, el álbum no estaba disponible en ninguna plataforma digital, ni en ninguna tienda como copia física en la fecha de lanzamiento anunciada, a pesar de la afirmación del grupo de redes sociales que está "disponible ahora". Luego, el grupo anunció en las redes sociales que estaban teniendo un "retraso" debido a que la fecha de lanzamiento del álbum era un Black Friday, y que esperan que esté disponible "en cualquier momento". Finalmente, se lanzó el 5 de diciembre de 2019 en plataformas digitales, como Spotify e iTunes Store . El álbum incluye sencillos exitosos recientes, tales como: "Tocaíto", "El Animal" y "Chorro Eh Loco", que presenta al rapero puertorriqueño Ñejo y al cantante dominicano Omega "El Fuerte".

## Integrantes

#### Actuales
- Hector "Banchy" Serrano  (1993 - presente)
- Daniel Serrano    (2016-presente)
- Alfred Cotto ( 1993-2002, 2006-2016, 2024-presente)

#### Exintegrantes
- Oscar Serrano (1993 - 2015)
- Elvis Crespo (1993 - 1997)
- Reynaldo "Chino" Santiago (1998 - 2002)
- Rubiel Barroso (2016 - 2021)
- Jhonny Velez (2016 - 2018)
- Emanuelle Vizcarrondo ( 2018-2024)
- Raúl Armando del Valle ( 2021-2024)
- Alex Rivera (2003 - 2005)
- Juan Luis Guzman (2003 - 2005)
- Edwin Serrano (1993 - 1994)

## Discografía
- A Bombazo... Sí! (1993)
- Explotó el Bombazo (1994)
- Dance Manía (1995)
- Está de Moda (1996)
- Alto Honor (1997)
- The Dynasty (1998)
- Masters of the Stage (1999)
- 2050 (2001)
- Latino (2002)
- Hombres de Honor (2003)
- La Hora de la Verdad (2005)
- 15 años de corazón (2008)
- Se Pegó la Manía (2009)
- Poderoso (2013)
- La Marca (2016)
- Los Conquistadores (2019)
- Mundialmente Manía (2025)